# Degermyrflärken
Degermyrflärken är en sjö i Kramfors kommun i Ångermanland och ingår i Nätraån-Ångermanälvens kustområde. Tjärnen med sitt kalla klara vatten och ett djup på närmare 30m har ett rikligt bestånd av storvuxen fjällröding. Det gjordes utplanteringar i denna tjärn på 1960-1970-talet och rödingen har trivts och numera är det inte ovanligt att fånga vild röding på runt 1,5kg.